# Statsskovvæsen
Statsskovvæsen er en statslig virksomhed som forvalter statsejede skovejendomme og eventuelt driver disse forstmæssigt. Der findes eller har fundets statsskovvæsener i de fleste europæiske lande.

## Danmark
I Danmark har staten – eller kronen – ejet skov så længe ejendomsrettet har eksisteret. Under enevælden (1660-1848) hørte kronens skove under rentekammeret. Skovene blev i høj grad betragtet som kongens jagtrevir, men skulle også levere tømmer til flådens værft og andre konstruktioner. Med enevældens afskaffelse overgik statens ejendomme til Domænevæsenet, som hørte under Finansministeriet 1849-1896. Efterhånden udskiltes sager vedrørende jagt, landbrug og skovbrug fra sager vedrørende bygninger så som slotte, men statsskoven henlå stadig under Domænedirektoratet. Skovvæsen ansås som en del af statens virksomhed på linje med fængselsvæsen, postvæsen, toldvæsen og kolonialvæsen. Systemet af klitplantører – det såkaldte klitvæsen (fra 1790) var da selvstændigt, men blev senere lagt ind under statsskovvæsenet. Skovstyrelsen blev oprette 1921 og lå under landbrugsministeriet. Den blev i 1973 overført til det nyoprettede Miljøministerium og blev i 1986 lagt sammen med Fredningsstyrelsen til Skov- og Naturstyrelsen.